# Лесное (Тюменская область)
Лесное — село в Юргинском районе Тюменской области (Россия). Является центром Лесновского сельского поселения. Село расположено в 75 км от железнодорожной станции Заводоуковская.

## История
В 1950 году Лесное получило статус посёлка городского типа и название Лесной. В 1993 году посёлок Лесной был преобразован в село Лесное.

## Население
| 1959 | 1970  | 1979  | 1989  | 2002  | 2010  |
| ---- | ----- | ----- | ----- | ----- | ----- |
| 2767 | ↘1984 | ↘1807 | ↗1872 | ↘1598 | ↘1548 |